# 青春の反抗
『青春の反抗』（せいしゅんのはんこう、原題：青春並不溫柔）は、2023年の台湾映画。
日本では、2024年3月8日より東京・シネマート新宿ほか劇場にて全国公開された。

## ストーリー
1994年、戒厳令が解除後の台湾。大学の美術学科に進学したチーウェイ（リー・リンウェイ）は、担当教員からの不当な成績評価に不満を募らせていた。そんな中、表現の自由を掲げる学生運動のメンバーであるチン（イェ・シャオフェイ）と出会い、ストライキの集会に誘われたチーウェイ。クァン（ロイ・チャン）を中心とするストライキに参加し、活動が白熱していくと同時に、チーウェイとチンは互いに惹かれ合い、距離が近づいていく。
大学側の圧力、複雑な人間関係、閉ざされる感情…抑圧された環境の中で彼らは自身の自由のために闘い続ける。

## キャスト
- チーウェイ - リー・リンウェイ（中国語版）
- チン - イェ・シャオフェイ（中国語版）
- クァン - ロイ・チャン（中国語版）

## スタッフ
- 監督・脚本：スー・イーシュエン（中国語版）
- 撮影：チェン・チーウェン

## 映画祭・受賞歴
- 第25回台北映画祭　最優秀新人賞（イェ・シャオフェイ）
- 第36回東京国際映画祭　ワールド・フォーカス部門選出作品